# 토르 존슨

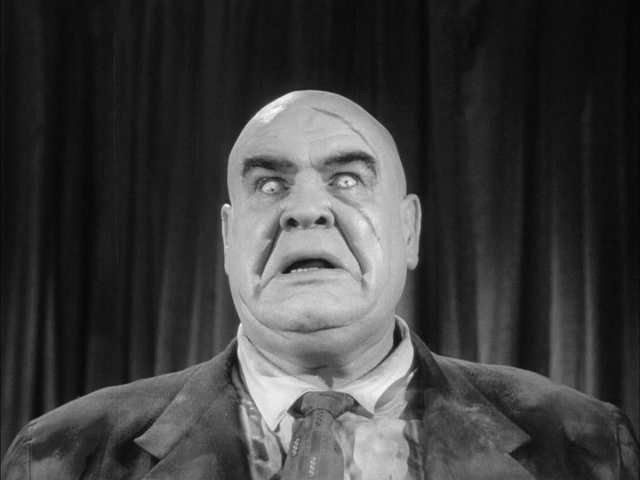

토르 존슨(Tor Johnson, 1903년 10월 19일 ~ 1971년 5월 12일)은 스웨덴의 프로 레슬링 선수, 배우이다.
칼마르에서 태어났으며 샌퍼넌도에서 사망하였다. 사인은 심근 경색이다.

## 영화
- 더 비스트 오브 유카 플래츠 (1961년)
- 시체 도둑들의 밤 (1959년)
- 외계로부터의 9호 계획 (1958년)
- 회전목마 (1956년)
- 괴물의 신부 (1955년) - 로보 역
- 레몬 드롭 키드 (1951년)
- 외야의 천사들 (1951년)
- 스테이트 오브 더 유니온 (1948년)
- 키드 밀리언스 (1934년)